# Kałuskie
Kałuskie – część wsi Stefanów położona w Polsce,  w województwie mazowieckim, w powiecie garwolińskim, w gminie Żelechów. 
W latach 1975–1998 Kałuskie administracyjnie należało do województwa siedleckiego.